# Champ Car World Series 2007
Champ Car-säsongen 2007 bestod av 14 tävlingar. Mästare blev Sébastien Bourdais för fjärde året i rad. Hans största utmanare under säsongen var Justin Wilson, Will Power och Robert Doornbos.

## Stall och ordinarie förare 2007
| Team           | Förare             | Förare           |
| -------------- | ------------------ | ---------------- |
| Conquest       | Jan Heylen         | Matthew Halliday |
| Dale Coyne     | Bruno Junqueira    | Katherine Legge  |
| Forsythe       | Paul Tracy         | Oriol Servià     |
| Minardi        | Robert Doornbos    | Dan Clarke       |
| NHL Racing     | Sébastien Bourdais | Graham Rahal     |
| Pacific Coast  | Ryan Dalziel       | Alex Figge       |
| PKV Racing     | Neel Jani          | Tristan Gommendy |
| RSPORTS        | Justin Wilson      | Alex Tagliani    |
| Team Australia | Will Power         | Simon Pagenaud   |

## Deltävlingar
| Tävling                       | Bana             | Vinnare            | Team                | Rapport |
| ----------------------------- | ---------------- | ------------------ | ------------------- | ------- |
| Vegas Grand Prix              | Las Vegas        | Will Power         | Team Australia      | *       |
| Long Beach Grand Prix         | Long Beach       | Sébastien Bourdais | Newman/Haas/Lanigan | *       |
| Houstons Grand Prix           | Houston          | Sébastien Bourdais | Newman/Haas/Lanigan | *       |
| Portlands Grand Prix          | Portland         | Sébastien Bourdais | Newman/Haas/Lanigan | *       |
| Clevelands Grand Prix         | Cleveland        | Paul Tracy         | Forsythe Racing     | *       |
| Mont-Tremblants Grand Prix    | Mont Tremblant   | Robert Doornbos    | Minardi Team USA    | *       |
| Torontos Grand Prix           | Toronto          | Will Power         | Team Australia      | *       |
| Edmontons Grand Prix          | Edmonton         | Sébastien Bourdais | Newman/Haas/Lanigan | *       |
| San Joses Grand Prix          | San Jose         | Robert Doornbos    | Minardi Team USA    | *       |
| Road Americas Grand Prix      | Road America     | Sébastien Bourdais | Newman/Haas/Lanigan | *       |
| Belgiens Champ Car Grand Prix | Zolder           | Sébastien Bourdais | Newman/Haas/Lanigan | *       |
| Hollands Champ Car Grand Prix | Assen            | Justin Wilson      | RuSPORT             | *       |
| Lexmark Indy 300              | Surfers Paradise | Sébastien Bourdais | Newman/Haas/Lanigan | *       |
| Mexikos Grand Prix            | Mexico City      | Sébastien Bourdais | Newman/Haas/Lanigan | *       |

### Las Vegas
| Plats | Förare           | Team                      |
| ----- | ---------------- | ------------------------- |
| 1     | Will Power       | Team Australia            |
| 2     | Robert Doornbos  | Minardi Team USA          |
| 3     | Paul Tracy       | Forsythe Racing           |
| 4     | Alex Tagliani    | Rocketsports Racing       |
| 5     | Tristan Gommendy | PKV Racing                |
| 6     | Katherine Legge  | Dale Coyne Racing         |
| 7     | Bruno Junqueira  | Dale Coyne Racing         |
| 8     | Alex Figge       | Pacific Coast Motorsports |
| 9     | Mario Domínguez  | Forsythe Racing           |
| 10    | Neel Jani        | PKV Racing                |

### Long Beach
| Plats | Förare             | Team                      |
| ----- | ------------------ | ------------------------- |
| 1     | Sébastien Bourdais | Newman/Haas/Lanigan       |
| 2     | Oriol Servià       | Forsythe Racing           |
| 3     | Will Power         | Team Australia            |
| 4     | Justin Wilson      | RuSPORT                   |
| 5     | Alex Tagliani      | Rocketsports Racing       |
| 6     | Bruno Junqueira    | Dale Coyne Racing         |
| 7     | Neel Jani          | PKV Racing                |
| 8     | Graham Rahal       | Newman/Haas/Lanigan       |
| 9     | Ryan Dalziel       | Pacific Coast Motorsports |
| 10    | Katherine Legge    | Dale Coyne Racing         |

### Houston
| Plats | Förare             | Team                      |
| ----- | ------------------ | ------------------------- |
| 1     | Sébastien Bourdais | Newman/Haas/Lanigan       |
| 2     | Graham Rahal       | Newman/Haas/Lanigan       |
| 3     | Robert Doornbos    | Minardi Team USA          |
| 4     | Oriol Servià       | Forsythe Racing           |
| 5     | Simon Pagenaud     | Team Australia            |
| 6     | Mario Domínguez    | Forsythe Racing           |
| 7     | Bruno Junqueira    | Dale Coyne Racing         |
| 8     | Ryan Dalziel       | Pacific Coast Motorsports |
| 9     | Alex Tagliani      | Rocketsports Racing       |
| 10    | Justin Wilson      | RuSPORT                   |

### Portland
| Plats | Förare             | Team                |
| ----- | ------------------ | ------------------- |
| 1     | Sébastien Bourdais | Newman/Haas/Lanigan |
| 2     | Justin Wilson      | RuSPORT             |
| 3     | Robert Doornbos    | Minardi Team USA    |
| 4     | Will Power         | Team Australia      |
| 5     | Alex Tagliani      | Rocketsports Racing |
| 6     | Dan Clarke         | Minardi Team USA    |
| 7     | Tristan Gommendy   | PKV Racing          |
| 8     | Simon Pagenaud     | Team Australia      |
| 9     | Graham Rahal       | Newman/Haas/Lanigan |
| 10    | Paul Tracy         | Forsythe Racing     |

### Cleveland
| Plats | Förare          | Team                      |
| ----- | --------------- | ------------------------- |
| 1     | Paul Tracy      | Forsythe Racing           |
| 2     | Robert Doornbos | Minardi Team USA          |
| 3     | Neel Jani       | PKV Racing                |
| 4     | Justin Wilson   | RuSPORT                   |
| 5     | Simon Pagenaud  | Team Australia            |
| 6     | Alex Tagliani   | Rocketsports Racing       |
| 7     | Oriol Servià    | Forsythe Racing           |
| 8     | Graham Rahal    | Newman/Haas/Lanigan       |
| 9     | Ryan Dalziel    | Pacific Coast Motorsports |
| 10    | Will Power      | Team Australia            |

### Mont-Tremblant
| Plats | Förare             | Team                      |
| ----- | ------------------ | ------------------------- |
| 1     | Robert Doornbos    | Minardi Team USA          |
| 2     | Sébastien Bourdais | Newman/Haas/Lanigan       |
| 3     | Will Power         | Team Australia            |
| 4     | Simon Pagenaud     | Team Australia            |
| 5     | Justin Wilson      | RuSPORT                   |
| 6     | Neel Jani          | PKV Racing                |
| 7     | Graham Rahal       | Newman/Haas/Lanigan       |
| 8     | Alex Tagliani      | Rocketsports Racing       |
| 9     | Oriol Servià       | Forsythe Racing           |
| 10    | Ryan Dalziel       | Pacific Coast Motorsports |

### Toronto
| Plats | Förare             | Team                      |
| ----- | ------------------ | ------------------------- |
| 1     | Will Power         | Team Australia            |
| 2     | Neel Jani          | PKV Racing                |
| 3     | Justin Wilson      | RuSPORT                   |
| 4     | Simon Pagenaud     | Team Australia            |
| 5     | Bruno Junqueira    | Dale Coyne Racing         |
| 6     | Robert Doornbos    | Minardi Team USA          |
| 7     | Ryan Dalziel       | Pacific Coast Motorsports |
| 8     | Alex Tagliani      | Rocketsports Racing       |
| 9     | Sébastien Bourdais | Newman/Haas/Lanigan       |
| 10    | Oriol Servià       | Forsythe Racing           |

### Edmonton
| Plats | Förare             | Team                |
| ----- | ------------------ | ------------------- |
| 1     | Sébastien Bourdais | Newman/Haas/Lanigan |
| 2     | Justin Wilson      | RuSPORT             |
| 3     | Graham Rahal       | Newman/Haas/Lanigan |
| 4     | Simon Pagenaud     | Team Australia      |
| 5     | Paul Tracy         | Forsythe Racing     |
| 6     | Oriol Servià       | Forsythe Racing     |
| 7     | Bruno Junqueira    | Dale Coyne Racing   |
| 8     | Dan Clarke         | Minardi Team USA    |
| 9     | Neel Jani          | PKV Racing          |
| 10    | Jan Heylen         | Conquest Racing     |

### San Jose
| Plats | Förare             | Team                |
| ----- | ------------------ | ------------------- |
| 1     | Robert Doornbos    | Minardi Team USA    |
| 2     | Neel Jani          | PKV Racing          |
| 3     | Oriol Servià       | Forsythe Racing     |
| 4     | Will Power         | Team Australia      |
| 5     | Sébastien Bourdais | Newman/Haas/Lanigan |
| 6     | Graham Rahal       | Newman/Haas/Lanigan |
| 7     | Bruno Junqueira    | Dale Coyne Racing   |
| 8     | Tristan Gommendy   | PKV Racing          |
| 9     | Jan Heylen         | Conquest Racing     |
| 10    | Simon Pagenaud     | Team Australia      |

### Road America
| Plats | Förare             | Team                |
| ----- | ------------------ | ------------------- |
| 1     | Sébastien Bourdais | Newman/Haas/Lanigan |
| 2     | Dan Clarke         | Minardi Team USA    |
| 3     | Graham Rahal       | Newman/Haas/Lanigan |
| 4     | Oriol Servià       | Forsythe Racing     |
| 5     | Alex Tagliani      | Rocketsports Racing |
| 6     | Jan Heylen         | Conquest Racing     |
| 7     | Tristan Gommendy   | PKV Racing          |
| 8     | Justin Wilson      | RuSPORT             |
| 9     | Bruno Junqueira    | Dale Coyne Racing   |
| 10    | Neel Jani          | PKV Racing          |

### Zolder
| Plats | Förare             | Team                |
| ----- | ------------------ | ------------------- |
| 1     | Sébastien Bourdais | Newman/Haas/Lanigan |
| 2     | Bruno Junqueira    | Dale Coyne Racing   |
| 3     | Graham Rahal       | Newman/Haas/Lanigan |
| 4     | Will Power         | Team Australia      |
| 5     | Justin Wilson      | RuSPORT             |
| 6     | Oriol Servià       | Forsythe Racing     |
| 7     | Robert Doornbos    | Minardi Team USA    |
| 8     | Neel Jani          | PKV Racing          |
| 9     | Alex Tagliani      | Rocketsports Racing |
| 10    | Paul Tracy         | Forsythe Racing     |

### Assen
| Plats | Förare             | Team                      |
| ----- | ------------------ | ------------------------- |
| 1     | Justin Wilson      | RuSPORT                   |
| 2     | Jan Heylen         | Conquest Racing           |
| 3     | Bruno Junqueira    | Dale Coyne Racing         |
| 4     | Tristan Gommendy   | PKV Racing                |
| 5     | Neel Jani          | PKV Racing                |
| 6     | Simon Pagenaud     | Team Australia            |
| 7     | Sébastien Bourdais | Newman/Haas/Lanigan       |
| 8     | Oriol Servià       | Forsythe Racing           |
| 9     | Graham Rahal       | Newman/Haas/Lanigan       |
| 10    | Ryan Dalziel       | Pacific Coast Motorsports |

### Surfers Paradise
| Plats | Förare             | Team                |
| ----- | ------------------ | ------------------- |
| 1     | Sébastien Bourdais | Newman/Haas/Lanigan |
| 2     | Justin Wilson      | RuSPORT             |
| 3     | Bruno Junqueira    | Dale Coyne Racing   |
| 4     | Robert Doornbos    | Minardi Team USA    |
| 5     | Simon Pagenaud     | Team Australia      |
| 6     | Nelson Philippe    | Conquest Racing     |
| 7     | Alex Tagliani      | Rocketsports Racing |
| 8     | Neel Jani          | PKV Racing          |
| 9     | Paul Tracy         | Forsythe Racing     |
| 10    | David Martínez     | Forsythe Racing     |

### Mexico City
| Plats | Förare             | Team                      |
| ----- | ------------------ | ------------------------- |
| 1     | Sébastien Bourdais | Newman/Haas/Lanigan       |
| 2     | Will Power         | Team Australia            |
| 3     | Oriol Servià       | PKV Racing                |
| 4     | Graham Rahal       | Newman/Haas/Lanigan       |
| 5     | Paul Tracy         | Forsythe Racing           |
| 6     | Simon Pagenaud     | Team Australia            |
| 7     | Bruno Junqueira    | Dale Coyne Racing         |
| 8     | Mario Domínguez    | Pacific Coast Motorsports |
| 9     | Neel Jani          | PKV Racing                |
| 10    | Justin Wilson      | RuSPORT                   |

## Slutställning
| Plats | Förare             | Team                                                           | Poäng |
| ----- | ------------------ | -------------------------------------------------------------- | ----- |
| 1     | Sébastien Bourdais | Newman/Haas/Lanigan                                            | 364   |
| 2     | Justin Wilson      | RuSPORT                                                        | 281   |
| 3     | Robert Doornbos    | Minardi Team USA                                               | 268   |
| 4     | Will Power         | Team Australia                                                 | 262   |
| 5     | Graham Rahal       | Newman/Haas/Lanigan                                            | 243   |
| 6     | Oriol Servià       | Forsythe Racing PKV Racing                                     | 237   |
| 7     | Bruno Junqueira    | Dale Coyne Racing                                              | 233   |
| 8     | Simon Pagenaud     | Team Australia                                                 | 232   |
| 9     | Neel Jani          | PKV Racing                                                     | 231   |
| 10    | Alex Tagliani      | Rocketsports Racing                                            | 205   |
| 11    | Paul Tracy         | Forsythe Racing                                                | 171   |
| 12    | Tristan Gommendy   | PKV Racing                                                     | 140   |
| 13    | Dan Clarke         | Minardi Team USA                                               | 129   |
| 14    | Ryan Dalziel       | Pacific Coast Motorsports                                      | 114   |
| 15    | Katherine Legge    | Dale Coyne Racing                                              | 108   |
| 16    | Jan Heylen         | Conquest Racing                                                | 104   |
| 17    | Alex Figge         | Pacific Coast Motorsports                                      | 95    |
| 18    | Mario Domínguez    | Forsythe Racing KV Racing Technology Pacific Coast Motorsports | 78    |
| 19    | Nelson Philippe    | Conquest Racing                                                | 28    |
| 20    | David Martínez     | Forsythe Racing                                                | 18    |
| 21    | Matthew Halliday   | Conquest Racing                                                | 18    |
| 22    | Roberto Moreno     | Pacific Coast Motorsports                                      | 9     |

## Resultat
| Plats | Förare             | LV  | LB  | Hou | Por | Cle | MtT | Tor | Edm | SJ  | RA  | Bel | Ned | Aus | Mex | Poäng |
| ----- | ------------------ | --- | --- | --- | --- | --- | --- | --- | --- | --- | --- | --- | --- | --- | --- | ----- |
| 1     | Sébastien Bourdais | Ret | 1   | 1   | 1   | Ret | 2   | Ret | 1   | 5   | 1   | 1   | 7   | 1   | 1   | 364   |
| 2     | Justin Wilson      | Ret | 4   | 10  | 2   | 4   | 5   | 3   | 2   | 13  | 8   | 5   | 1   | 2   | 10  | 281   |
| 3     | Robert Doornbos    | 2   | 13  | 3   | 3   | 2   | 1   | 6   | 11  | 1   | 14  | 7   | 13  | 4   | Ret | 268   |
| 4     | Will Power         | 1   | 3   | 11  | 4   | 10  | 3   | 1   | Ret | 4   | Ret | 4   | 14  | Ret | 2   | 262   |
| 5     | Graham Rahal       | Ret | 8   | 2   | 9   | 8   | 7   | Ret | 3   | 6   | 3   | 3   | 9   | 11  | 4   | 243   |
| 6     | Oriol Servià       |     | 2   | 4   | 11  | 7   | 9   | Ret | 6   | 3   | 4   | 6   | 8   | 14  | 3   | 237   |
| 7     | Bruno Junqueira    | 7   | 6   | 7   | 13  | Ret | Ret | 5   | 7   | 7   | 9   | 2   | 3   | 3   | 7   | 233   |
| 8     | Simon Pagenaud     | Ret | 14  | 5   | 8   | 5   | 4   | 4   | 4   | 10  | 11  | 12  | 6   | 5   | 6   | 232   |
| 9     | Neel Jani          | Ret | 7   | Ret | 12  | 3   | 6   | 2   | 9   | 2   | 10  | 8   | 5   | 8   | 9   | 231   |
| 10    | Alex Tagliani      | 4   | 5   | 9   | 5   | 6   | 8   | 8   | Ret | Ret | 5   | 9   | 15  | 7   | 13  | 205   |
| 11    | Paul Tracy         | 3   |     |     | 10  | 1   | Ret | Ret | 5   | 11  | 12  | 10  | Ret | 9   | 5   | 171   |
| 12    | Tristan Gommendy   | 5   | 11  | Ret | 7   | Ret | 12  | Ret |     | 8   | 7   | Ret | 4   |     |     | 140   |
| 13    | Dan Clarke         | Ret | 12  | Ret | 6   | 11  | Ret | Ret | 8   | Ret | 2   |     | 11  | Ret | Ret | 129   |
| 14    | Ryan Dalziel       | 11  | 9   | 8   | 14  | 9   | 10  | 7   | 12  |     | Ret | 15  | 10  |     |     | 116   |
| 15    | Katherine Legge    | 6   | 10  | Ret | Ret | Ret | 11  | Ret | Ret | Ret | Ret | 11  | 12  | Ret | Ret | 108   |
| 16    | Jan Heylen         |     |     |     | Ret | Ret | Ret | Ret | 10  | 9   | 6   | 13  | 2   |     |     | 104   |
| 17    | Alex Figge         | 8   | Ret |     | 16  | Ret | Ret | Ret | 13  | Ret | 13  | 14  | 16  | 13  | 11  | 95    |
| 18    | Mario Domínguez    | 9   | Ret | 6   |     |     |     |     | Ret | 12  |     | Ret |     | 12  | 8   | 78    |
| 19    | Nelson Philippe    |     |     |     |     |     |     |     |     |     |     |     |     | 6   | 12  | 28    |
| 20    | David Martínez     |     |     |     |     |     |     |     |     |     |     |     |     | 10  | 14  | 18    |
| 21    | Matthew Halliday   | Ret | Ret | 14  |     |     |     |     |     |     |     |     |     |     |     | 18    |
| 22    | Roberto Moreno     |     |     | 12  |     |     |     |     |     |     |     |     |     |     |     | 9     |
| Plats | Förare             | LV  | LB  | Hou | Por | Cle | MtT | Tor | Edm | SJ  | RA  | Bel | Ned | Aus | Mex | Poäng |